# Araotes lapithis
Araotes lapithis, là một loài bướm nhỏ có ở Ấn Độ thuộc Họ Bướm xanh (Lycaenidae).

## Hình ảnh

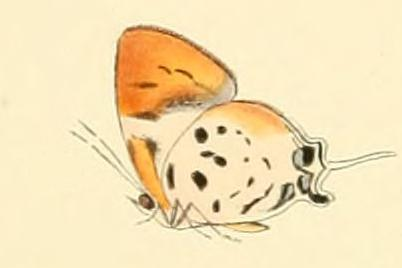
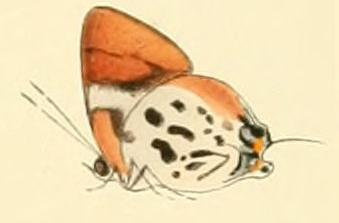
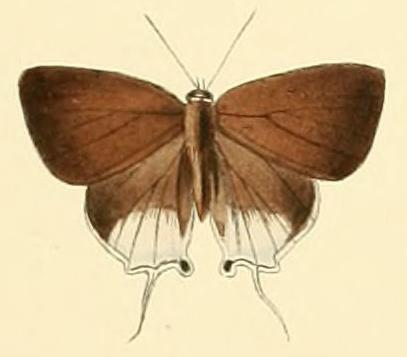
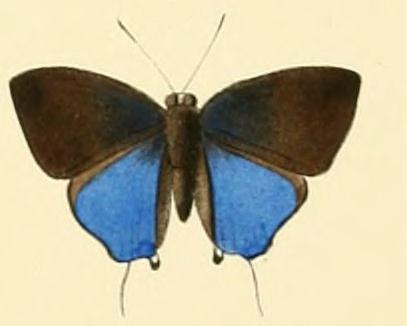